# Đorđe Mušicki
Đorđe Mušicki (Pančevo, 4. novembar 1921 — Beograd, 16. novembar 2018) bio je jugoslovenski i srpski fizičar.

## Biografija
Đorđe Mušicki rođen je 4. novembra 1921. godine u Pančevu (Srbija). Bio je jedino dete Divne, rođene Matejić (1888-1946), i dr. Dimitrija Mite Mušickog (1868-1935), advokata, predstavnika  Srba u ugarskom parlamentu u Pešti do 1914, člana Državnog saveta Kraljevine Srba, Hrvata i Slovenaca i  potom Državnog saveta Kraljevine Jugoslavije.
Osnovnu školu i gimnaziju je pohađao u Beogradu, gde je maturirao 1940. godine. Iste godine je upisao Fizičku grupu tadašnjeg Filozofskog fakulteta u Beogradu. Tokom rata, 1941-1945, nije bilo nastave na Beogradskom univerzitetu, tako da je nastavio školovanje tek u novembru 1945. Diplomirao je Fiziku na Filozofskom fakultetu septembra 1947. godine.
Marta 1948. izabran je za asistenta na novo-formiranom Prirodno-matematičkom fakultetu u Beogradu. Od aprila 1951. do juna 1952. proveo je u  Institutu za nuklearne nauke „Boris Kidrič” u Vinči, a potom se vratio na staru dužnost asistenta fizike. Doktorsku disertaciju pod naslovom „Primena Pfaffove metode na neke probleme teorijske fizike” odbranio je na Prorodno-matematičkom fakultetu u Beogradu, januara 1956. godine. Disertaciju je uradio pod rukovodstvom prof. dr. Tatomira Anđelića. Disertacija se odnosila na proširenje rezultata dr. Antona Bilimovića iz oblasti analitičke mehanike na neke probleme teorijske fizike.
Svoj radni vek je proveo na Prirodno-matematičkom fakultetu, gde je prošao put od asistenta do redovnog profesora. Od 1966. do 1977. godine nalazio se na dužnosti šefa Katedre fizike Prirodno-matematičkog fakulteta, a posle reorganizacije fakulteta bio je šef Katedre teorijske fizike u okviru Odseka za fizičke i meteorološke nauke. Više godina je bio predsednik Komisije za nastavu i udžbenike Prirodno-matematičkog fakulteta.
Školske 1956/1957 godine bio je na specijalističkim studijama u Parizu na Le Collège de France kod profesora Rogera Natafa, gde se bavio problematikom ljuskastog modela jezgra iz oblasti nuklearne fizike. Školsku 1964/1965 godinu provodi na studijskom boravku u Bernu u Institutu za teorijsku fiziku Bernskog Univerziteta kod profesora André Mercier, i u Parizu na  Le Collège de France kod profesora André Lichnerowicz, gde je radio na izvesnim problemima klasične teorije polja.
Profesor Mušicki je držao nastavu iz teorijske fizike (mehanika i elektrodinamika), teorijske mehanike, klasične teorijske fizike (statistička fizika i elektrodinamika), matematičke fizike (vektorski i tenzorski račun), analitičke mehanike sa teorijom polja. Držao je i nekoliko specijalističkih kurseva iz teorijske fizike na poslediplomskim studijima na Katedri fizike i na Katedri fizičke hemije. Predavao je, takođe, klasičnu teorijsku fiziku na Filozofskom fakultetu u Novom Sadu i Prirodno-matematičkom fakultetu u Kragujevcu. U svojoj naučnoj delatnosti profesor Mušicki je učestvovao u radu  Matematičkog instituta SANU, kao i radu Instituta za fiziku.
Sa suprugom Umilnom, rođenom Živanović (1921-2007), profesorkom matematike i astronomije, u braku od preko 55 godina imao je dve kćeri – Vesnu (1954), doktor matematike, i Biljanu (1955), doktor molekularne biologije.
Profesor Mušicki je otišao u penziju 30. septembra 1987. godine. Posle odlaska u penziju nastavio je da istražuje u svojim oblastima i da  objavljuje naučne radove. Preminuo je u Beogradu 16. novembra 2018. godine.

## Naučni rad
Đorđe Mušicki se najviše bavio analitičkom mehanikom i klasičnom teorijom polja. Objavio je preko sedamdeset naučnih radova u recenziranim časopisima, koji se mogu svrstati u nekoliko grupa:
Pfaff - Bilimovićev princip; kanonske transformacije; homogeni formalizam; degenerisani sistemi; generalisana mehanika; prošireni Lagrange-ev formalizam; teorema Emmy Noether; sistemi sa promenljivom masom; pseudo-konzervativni sistemi; neholonomni sistemi; ljuskasti model jezgra; aksiomatska fizika; elektrodinamika; istorija fizike.

## Knjige
Profesor Mušicki je svoja predavanja prvo izdao u vidu autorizovanih skripti u tri sveske, a docnije u vidu univerzitetskih udžbenika. Bili su to prvi udžbenici teorijske fizike na srpskom jeziku. 
- Teorijska fizika, sveska I – Mehanika. Autorizovana skripta. Studentska zadruga PMF, Beograd, 1959, 147 strana
- Teorijska fizika, sveska II – Statistička fizika. Autorizovana skripta. Studentska zadruga PMF, Beograd, 1959, 136 strana
- Teorijska fizika, sveska III – Elektrodinamika. Autorizovana skripta. Studentska zadruga PMF, Beograd, 1960, 187 strana
- Uvod u teorijsku fiziku, tom I – Mehanika i statistička fizika. Zavod za izdavanje udžbenika, Beograd, 1964, 304 strana
- Uvod u teorijsku fiziku, tom II – Elektrodinamika i teorija relativnosti. Zavod za izdavanje udžbenika, Beograd, 1965, 276 strana
- Matematičke osnove teorijske fizike, sa zbirkom rešenih zadataka (u saradnji sa Božidarom Milićem). Prvo izdanje, Naučna knjiga, Beograd, 1975, 370 strana; Drugo izdanje, PMF i Jugoslovenski zavod za produktivnost rada, Beograd, 1984, 370 strana.
- Uvod u teorijsku fiziku, tom I – Teorijska mehanika. Drugo prerađeno i prošireno izdanje. Izdavačko-informativni centar studenata, Beograd, 1975, 360 strana; Treće izdanje. Naučna knjiga, Beograd, 1980, 360 strana; Četvrto dopunjeno izdanje. Odsek za fizičke i meteorološke nauke PMF, Beograd, 1987, 423 strana.
- Uvod u teorijsku fiziku, tom II – Statistička fizika. Drugo prerađeno i prošireno izdanje. Izdavačko-informativni centar studenata, Beograd, 1975, 204 strana; Treće dopunjeno izdanje. Odsek za fizičke i meteorološke nauke PMF, Beograd, 1987, 247 strana.
- Uvod u teorijsku fiziku, tom III/1 – Elektrodinamika sa teorijom relativnosti. Drugo prerađeno i prošireno izdanje. Građevinska knjiga, Beograd, 1981, 428 strana; Treće ispravljeno izdanje. Odsek za fizičke i meteorološke nauke PMF, Beograd, 1987, 428 strana.
- Uvod u teorijsku fiziku, tom III/2 – Posebni deo elektrodinamike. Drugo prerađeno i prošireno izdanje. Odsek za fizičke i meteorološke nauke PMF, Beograd, 1987, 309 strana.

## Literatura
- Božidar Milić: .

## Spoljašnje veze
- Fizicki fakultet
- MISANU